# Saint-Gervais-sur-Couches
Saint-Gervais-sur-Couches är en kommun i departementet Saône-et-Loire i regionen Bourgogne-Franche-Comté i östra Frankrike. Kommunen ligger i kantonen Épinac som tillhör arrondissementet Autun. År 2022 hade Saint-Gervais-sur-Couches 209 invånare.

## Befolkningsutveckling
Antalet invånare i kommunen Saint-Gervais-sur-Couches
| Referens: INSEE |